# Jessi Da Silva
Jessi Rémy-Nzuzi Pedro Da Silva (15 april 2008) is een Belgisch voetballer die onder contract ligt bij Club Brugge.

## Clubcarrière
Da Silva ruilde in 2019 de jeugdopleiding van Diegem Sport voor die van Club Brugge. In juli 2023 ondertekende hij er zijn eerste profcontract. Op 25 augustus 2023 maakte hij zijn profdebuut van Club NXT, het beloftenelftal van Club Brugge in Eerste klasse B: op de derde competitiespeeldag liet trainer Nicky Hayen hem in de 85e minuut invallen. Da Silva was toen slechts 15 jaar, 4 maanden en 10 dagen oud en werd zo de jongste speler ooit in het Belgisch profvoetbal, nauwelijks twee weken nadat Nunzio Engwanda als eerste vijftienjarige ooit had aangetreden in Eerste klasse B.

## Clubstatistieken
| Seizoen         | Club            | Land            | Competitie      | Competitie | Competitie | Beker | Beker | Supercup | Supercup | Europees | Europees | Totaal | Totaal |
| Seizoen         | Club            | Land            | Competitie      | Wed.       | Dlp.       | Wed.  | Dlp.  | Wed.     | Dlp.     | Wed.     | Dlp.     | Wed.   | Dlp.   |
| --------------- | --------------- | --------------- | --------------- | ---------- | ---------- | ----- | ----- | -------- | -------- | -------- | -------- | ------ | ------ |
| 2023/24         | Club NXT        | Vlag van België | Eerste klasse B | 1          | 0          | —     | —     | —        | —        | —        | —        | 1      | 0      |
| Carrière totaal | Carrière totaal | Carrière totaal | Carrière totaal | 1          | 0          | 0     | 0     | 0        | 0        | 0        | 0        | 1      | 0      |

Bijgewerkt op 26 augustus 2023.
2 Romero ·
4 Ordóñez ·
8 Tzolis ·
9 Jutglà ·
10 Vetlesen ·
14 Meijer ·
15 Onyedika ·
16 Van den Heuvel ·
17 Vermant ·
19 Nilsson ·
20 Vanaken  · 
21 Skóraś ·
22 Mignolet ·
24 Osuji ·
27 Nielsen ·
29 Jackers ·
30 Jashari ·
41 Siquet ·
44 Mechele ·
55 De Cuyper ·
58 Spileers ·
64 Sabbe ·
65 Seys ·
66 Yameogo ·
67 Et Taïbi ·
68 Talbi ·
71 De Corte ·
84 Campbell ·
87 Furo ·
Coach: Hayen
Assistent-coach: Jonckheere